# Jazz brasiliano
Il jazz brasiliano può riferirsi sia a un genere, in gran parte influenzato dalla bossa nova e dalla samba, che esiste in molte nazioni e la musica jazz dello stesso Brasile.

## Musica strumentale brasiliana
Il jazz brasiliano viene definito "música instrumental Brasileira", che letteralmente significa "musica strumentale brasiliana", ed è usato come un termine onnicomprensivo per riferirsi sia al jazz che a diverse forme strumentali di musica artistica attingendo a stili nazionali come choro, samba e bossa nova. L'ambiguità del termine tiene conto del fatto che gli stessi musicisti brasiliani non hanno sempre molto in comune tra loro e potrebbero essere disposti a suonare in diversi generi. I termini per sottogeneri come brazuca, ecm e fusion sono più specifici per il jazz.
Esempi di musicisti associati a questo stile strumentale includono Hermeto Pascoal, Egberto Gismonti, Moacir Santos e Zimbo Trio.
Il jazz o la musica influenzata dal jazz è stata a volte controversa perché vista come una "contaminazione" straniera di forme autoctone come il choro. D'altra parte la bossa nova, una forma di musica brasiliana influenzata dal jazz, era popolare tra le classi alte e talvolta veniva criticata per essere "borghese."

## Bossanova e jazz
Il rapporto della bossa nova con il jazz e la popolarità tra i musicisti jazz americani, portarono musicisti brasiliani, come Airto Moreira e Flora Purim, a trascorrere del tempo negli Stati Uniti e a connettersi alla sua scena jazz. Questo, combinato con precedenti collaborazioni tra musicisti jazz americani e artisti di bossa nova, portò anche al "jazz brasiliano" come una sorta di genere suonato dai musicisti americani, in particolare Stan Getz e Charlie Byrd.